# Seth (striptekenaar)
Seth (Clinton, 16 september 1962), pseudoniem van Gregory Gallant, is een Canadese striptekenaar, illustrator en ontwerper. Hij werd bekend met zijn stripreeks Palookaville en zijn retro-tekenstijl.

## Carrière
Seth studeerde aan het Ontario College of Art in Toronto.
Zijn eerste strip was Mister X uitgegeven bij Vortex Comics, waarna hij zich richtte op illustraties en wist te publiceren in bijvoorbeeld The Washington Post en The New York Times.
In 1990 ging Seth publiceren in het blad van Drawn & Quarterly. Hij was met onder meer Joe Matt en Chester Brown een van de belangrijkste Canadese vertegenwoordigers van de alternative comics in de jaren negentig.
In 1991 startte hij zijn stripreeks Palookaville waarin hij fictief zijn - relatief saaie - leven beschreef. In 1996 gaf Drawn & Quartely deze strip als de grafische roman uit met de titel It's a Good Life, If You Don't Weaken. Vanaf het tiende deel in deze reeks introduceert Seth de winkel Clyde Fans en vertelt het leven van twee Clyde-broers die proberen de winkel draaiende te houden.
In 2005 publiceerde Seth de grafische roman Wimbledon Green over een excentrieke stripverzamelaar.
Tussen september 2006 en maart 2007 tekende Seth zijn grafische roman George Sprott (1894-1975), die in het New York Times Magazine verscheen. In mei 2009 kwam deze roman in albumvorm uit.
In 2011 publiceerde Seth de grafische roman The Great Northern Brotherhood of Canadian Cartoonists over een fictieve Canadese organisatie van striptekenaars.
Seth is ook actief als designer. Zo was hij verantwoordelijk voor het boekdesign van het gehele Peanuts-werk van Charles M. Schulz getiteld Complete Peanuts bij Fantagraphics. Hiervoor werd hij onder meer beloond met de Eisner Award in 2005 in de categorie best publication design.

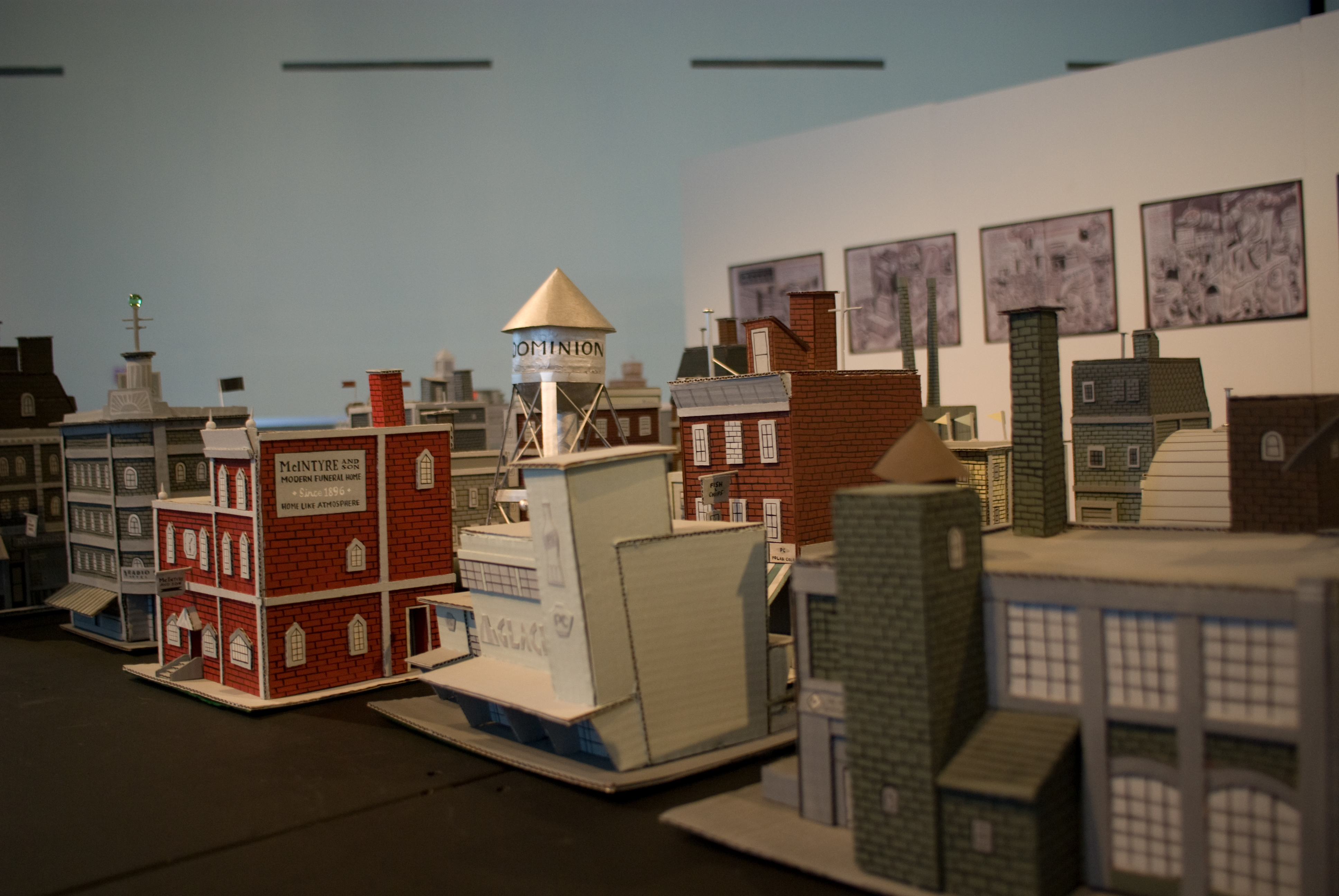
Seths Dominion City (in 2009).

In 2014 kwam de documentaire Seth's Dominion uit, geregisseerd door Luc Chamberland, die bekroond werd op het Ottawa International Animation Festival. Deze documentaire vertelt over het leven en werk van Seth. De titel verwijst onder meer naar een modelstad die Seth zelf heeft gebouwd.